# 九三学社安徽省委员会
九三学社安徽省委员会，简称九三安徽省委、九三学社安徽省委、安徽九三学社，是九三学社在安徽省的地方组织。

## 历史
1953年，在芜湖市成立九三学社安徽大学小组。1957年1月20日，成立九三学社合肥分社筹委会，万昕任主任委员。1958年，召开第一次社员代表大会，正式成立九三学社合肥分社。文化大革命期间停止活动。1977年底成立临时领导小组，恢复地方组织。1983年7月13日，成立九三学社安徽省工作委员会，王泽农任主任委员。

## 组织机构
工作部门
- 办公室
- 组织部
- 宣传部
- 参政议政部
- 社会服务部

## 历届委员会

### 九三学社合肥分社

#### 第一届
- 任期：
- 主任委员：王泽农
- 副主任委员：裴尚同

#### 第二届
- 任期：
- 主任委员：王泽农
- 副主任委员：裴尚同、蔡秉久

#### 第三届
- 任期：
- 主任委员：王泽农
- 副主任委员：裴尚同、蔡秉久

### 九三学社安徽省委员会

#### 第四届
- 任期：
- 主任委员：王泽农
- 副主任委员：裴尚同、蔡秉久、赵贵文、陈心昭（1988年1月增补）
- 秘书长：裴桂

#### 第五届
- 任期：
- 主任委员：蔡秉久
- 副主任委员：裴尚同、赵贵文、陈心昭
- 秘书长：裴桂

#### 第六届
- 任期：
- 主任委员：蔡秉久
- 副主任委员：陈心昭、赵贵文、陈培尧、王福年
- 秘书长：吴汝根（1993年8月增补）

#### 第七届
- 任期：
- 主任委员：陈心昭
- 副主任委员：王福年、林祥钦、朱震刚、刘家军、胡安美
- 秘书长：吴汝根

#### 第八届
- 任期：2002年5月－2007年5月
- 主任委员：陈心昭
- 副主任委员：林祥钦、朱震刚、胡安美、周元菊、赵韩
- 秘书长：周元菊

#### 第九届
- 任期：2007年5月－2012年5月
- 主任委员：赵韩[5]
- 副主任委员：胡安美、周元菊（2011年7月卸任）、蔡建平、陈旺、潘建伟、李益湘、檀莉（2011年7月增补）
- 秘书长：

#### 第十届
- 任期：2012年5月－2017年7月
- 主任委员：赵韩[6]
- 副主任委员：胡安美、蔡建平、陈旺、潘建伟、李益湘、檀莉（2015年8月卸任）、张腊梅（2015年8月增补）
- 秘书长：卢明霞

#### 第十一届
- 任期：2017年7月－2022年6月
- 主任委员：潘建伟[7]
- 副主任委员：蔡建平、陈旺、李益湘、张腊梅、罗平
- 秘书长：卢明霞

#### 第十二届
- 任期：2022年6月－
- 主任委员：潘建伟[8]
- 副主任委员：罗平、范立新、陆朝阳、翁建平、何庆瑞、李兵
- 秘书长：卢明霞